# Ophiomyia octava
Ophiomyia octava är en tvåvingeart som beskrevs av Spencer 1969. Ophiomyia octava ingår i släktet Ophiomyia och familjen minerarflugor.
Artens utbredningsområde är Ontario. Inga underarter finns listade i Catalogue of Life.